# マリア・パヴロヴナ (セーデルマンランド公爵夫人)
マリア・パヴロヴナ（ロシア語: Мария Павловна、ロシア語ラテン翻字: Maria Pavlovna、1890年4月18日（ユリウス暦4月6日） - 1958年12月13日）は、ロシア大公女。最後のロシア皇帝ニコライ2世の従妹。アレクサンドル2世の孫。

## 生涯

### 出生から最初の結婚
皇帝アレクサンドル2世の六男パーヴェル・アレクサンドロヴィチ大公と最初の妻であるギリシャ王女アレクサンドラ・ゲオルギエヴナの長女として、1890年4月18日（ユリウス暦で4月6日）にサンクトペテルブルクで誕生した。代父母の1人はロシア皇后マリア・フョードロヴナ（父方では伯父の妻、母方では母の叔母）である。
マリーシャ（Marisha）の愛称で知られた。
弟ドミトリー大公の他に異母弟妹（ウラジミール、イリナ、ナタリア）が3人いる。
母アレクサンドラは、1891年に弟のドミトリー大公を出産した際に亡くなった。母の死後、父パーヴェル大公は平民女性オリガ・カルノヴィチ（後のオリガ・パーリィ）と付き合うようになり、2人はパリに亡命する。

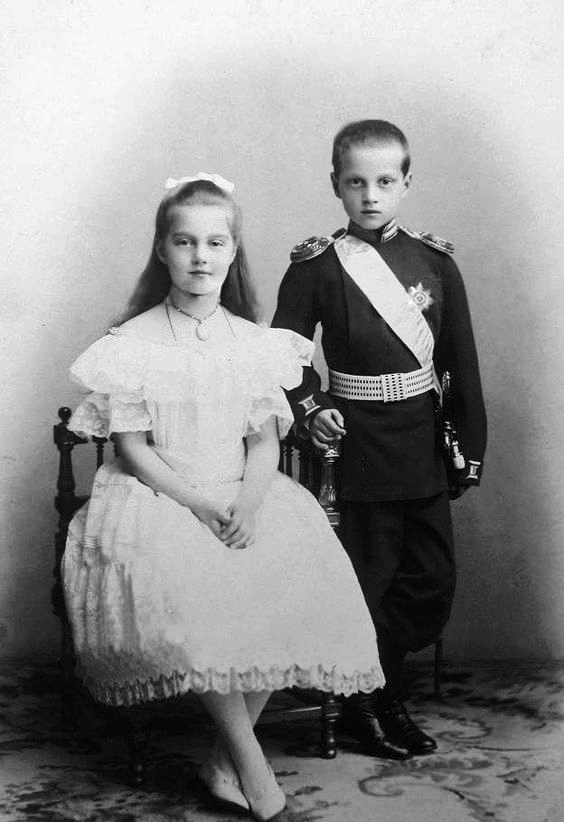
マリアとドミトリー

マリアとドミトリーは、伯父セルゲイ大公と伯母エリザヴェータ大公妃に引き取られるが、大公夫妻の関係は良好ではなく、2人にとって最良の手本とは言えなかったという。

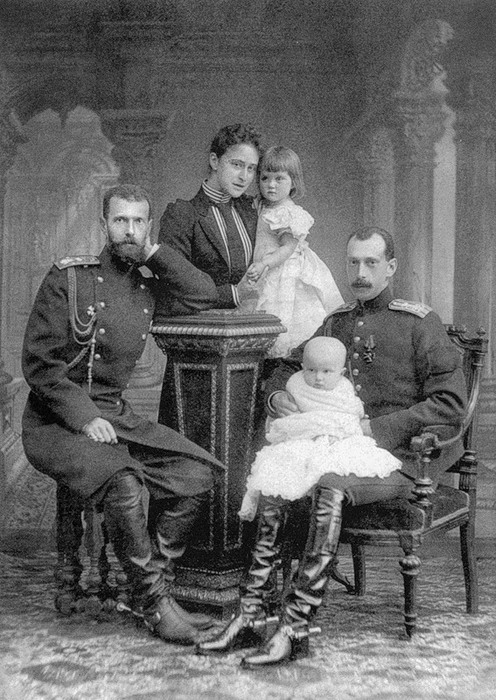
1892年、左から伯父セルゲイ、伯母エリザヴェータ、マリア、弟ドミトリー、父パーヴェル

1905年2月17日（ユリウス暦2月4日）、セルゲイは馬車で外出中、エスエル党員のイワン・カリャーエフによって暗殺された。

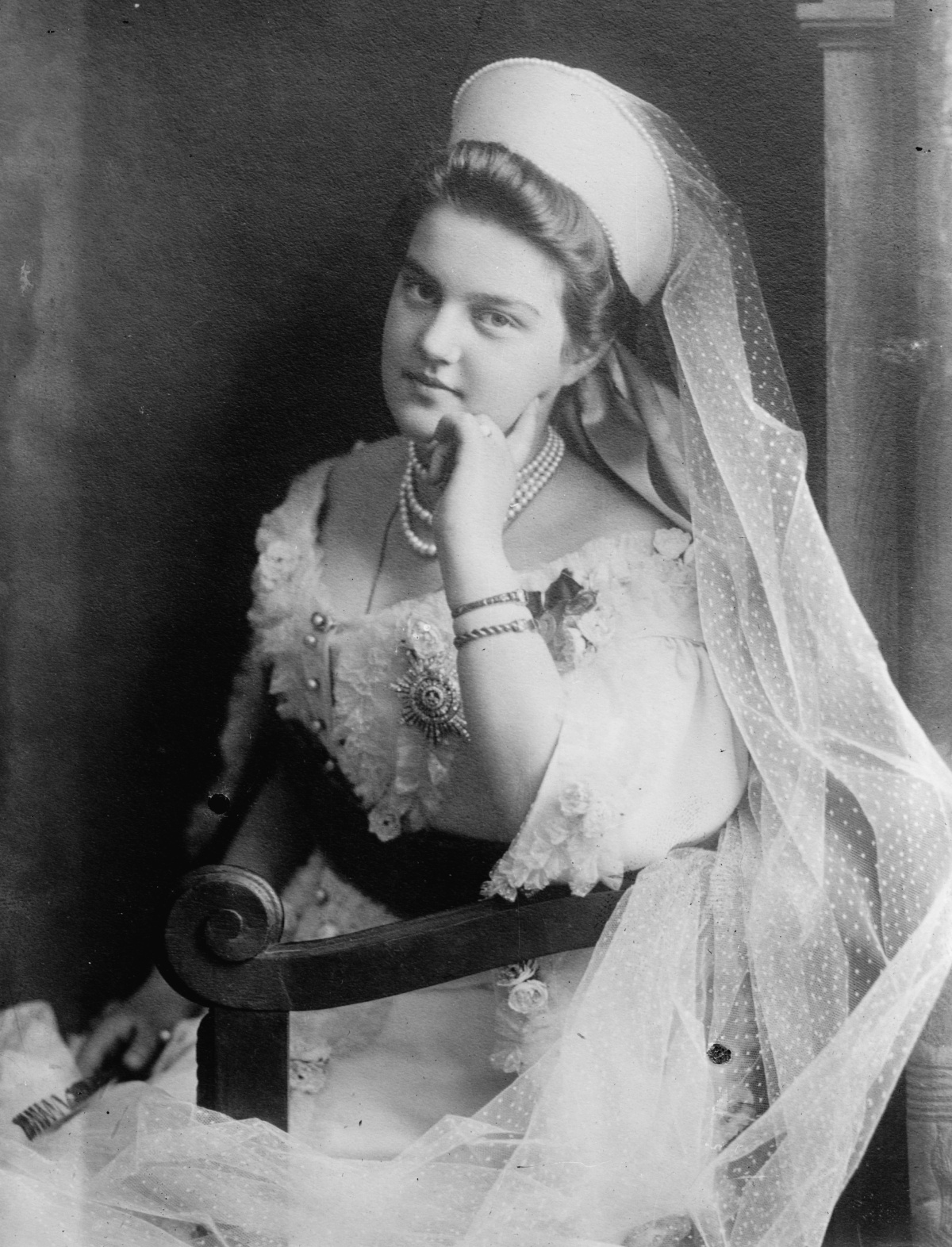
伝統的な宮廷衣装を着たマリア

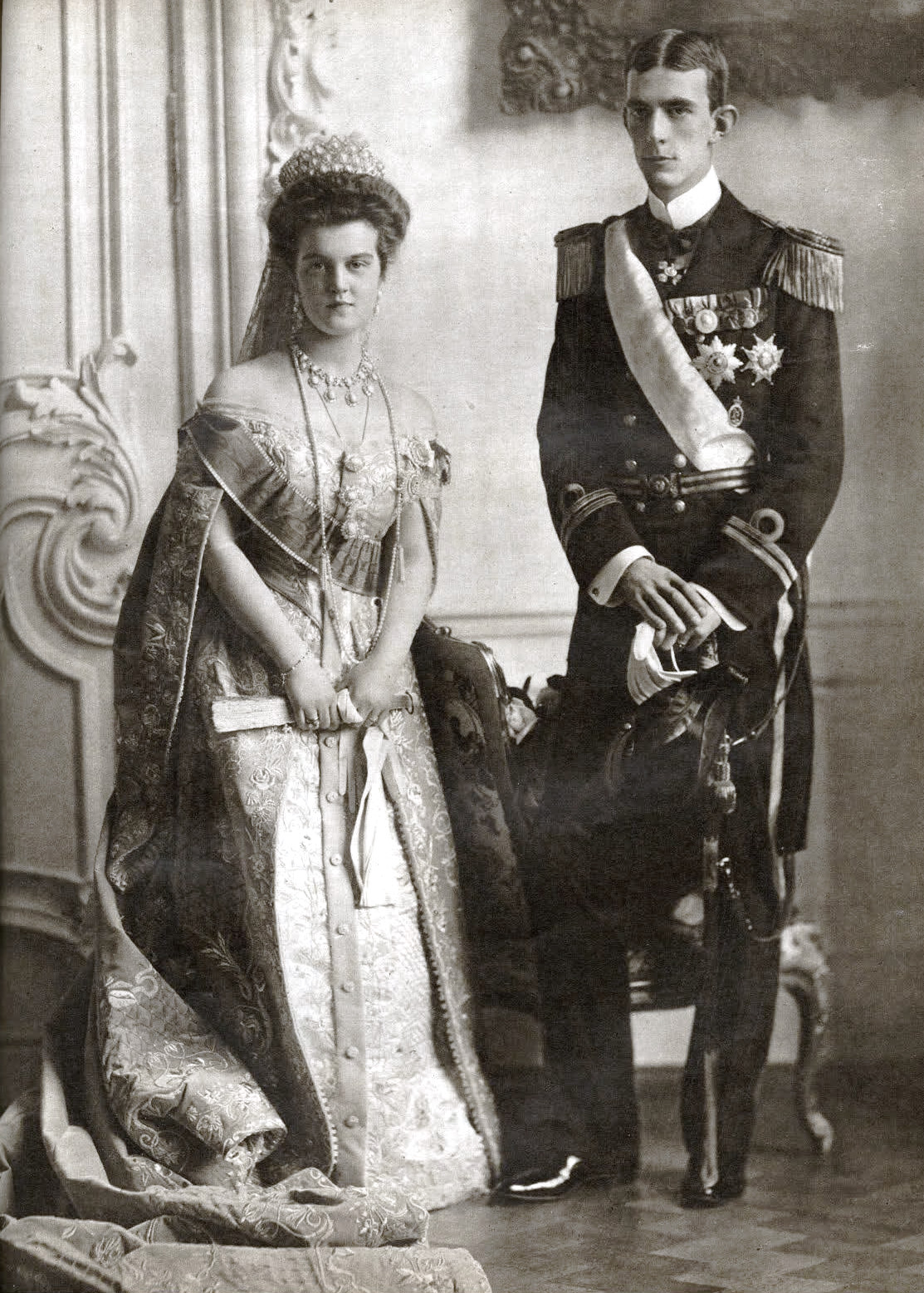
1908年。マリアとスウェーデン王子カール・ヴィルヘルム

1908年5月3日、サンクトペテルブルクでスウェーデン王子のカール・ヴィルヘルム・ルートヴィヒ・ベルナドッテと結婚した。1909年5月、息子のレンナルトが生まれるが、2人は1914年3月に離婚。離婚後、マリアはロシア帝国に帰国する。

### 第一次世界大戦
第一次世界大戦が勃発すると、アレクサンドラ皇后やオリガ大公女、タチアナ大公女と同様に、看護婦として従軍した。
エレナ公妃（ロシア公イオアン・コンスタンチノヴィチの妻）とともに、レンネンカンプ将軍の指揮の下、東プロイセンのインステルブルク（現在のチェルニャホフスク）にある北部戦線に派遣された。砲火の下での勇敢な働きにより、聖ゲオルギオス勲章を授与された。これに関しては、従姉のオリガ大公女（アレクサンドル3世の次女）も同様に聖ゲオルギオス勲章を授与されている。また、ニコライ2世が母マリア皇太后に贈ったインペリアル・イースター・エッグの1つ「皇族の肖像画と赤十字」にはマリアの肖像画も含まれている。

### 2度目の結婚とロシア革命
1917年夏にセルゲイ・ミハイロヴィチ・プチャーチン公爵と結婚。パーヴェル大公の誕生日パーティーに出席し、異母弟ウラジミールと共にロシア語で喜劇を演じた。
1918年7月8日に息子ロマンを出産する。7月18日に、ロマンの洗礼式が行われたが、そのほぼ同じ時間に、伯母エリザヴェータ大公妃と異母弟ウラジミール、その他の皇族、伯母に同行した修道女と大公の秘書の計8人がアラパエフスクで処刑された。
ボリシェヴィキが身近に迫ったことにより、夫妻は亡命を決意する。7月下旬にロシアを発ち、11月までにドイツ支配下のウクライナに、キエフ（現在のキーウ）を経てオデッサにたどり着き、従姉のルーマニア王妃マリアの元に逃げ込んだ。

### 亡命生活
亡命後の数年間は、スウェーデンから密かに持ち込んだ宝石類を売り払いながら、パリで生活した。1919年1月30日に父パーヴェル大公が処刑され、その後、プチャーチンの祖父母と共に亡命していた幼い息子ロマンがルーマニアで死亡したという知らせを聞いた。
イギリスで弟のドミトリー大公と再会し、パリでフィンランドに亡命した異母妹のナタリア（後のナタリー・パレ）と再会した。
ドミトリーの紹介でココ・シャネルと知り合い、マリアはシャネルに様々なデザインの刺繍を提供した。シャネルはマリアの刺繍にインスピレーションを得て、いくつかの服をデザインした1921年、マリアは、パリでロシア刺繍の工房「キトミール」を設立した。。この事業はわずか数年で成功し、ココ・シャネルがバイヤーであったという。
1923年にプチャーチンと離婚。息子のレンナルトとは1921年まで再会することはなく、再会した際に息子に自分のことを「母親」ではなく名前で呼ぶように義務付けたという。
マリアは、アメリカ人のオードリー・エメリーに弟を紹介し、後に甥のポール・イリンスキーの洗礼式に出席した。
1938年、アメリカ合衆国ニューヨーク州ニューヨーク市に移住し、1942年にはアルゼンチンに移り、晩年は西ドイツで息子レンナルト一家と暮らした。
1958年12月13日、ドイツのバーデン＝ビュルテンベルク州コンスタンツ（当時の西ドイツ）で亡くなり、同地のマイナウに埋葬された。